# Truman Washington Dailey
Truman Washington Dailey, també conegut com a Mashi Manyi ("Volant alt") o Sunge Hka ("Cavall blanc"), (Reserva Otoe-Missouria, Oklahoma, 19 d'octubre de 1898-16 de desembre de 1996) fou un amerindi, últim parlant del dialecte otoe-missouria de la llengua chiwere (Baxoje-Jiwere-Nyut'chi). Era membre de la Tribu Otoe-Missouria

## Primers anys
Va néixer el 19 d'octubre de 1898, a la reserva Otoe-Missouria al territori d'Oklahoma. El seu pare, George Washington Dailey (XraS'age "Old Eagle"), era membre del clan Àguila dels missouria i pertanyia a un grup tradicionalista dins de la tribu Otoe-Missouria anomenat "Banda Coiot." La seva mare, Katie Samuels, era otoe i iowa. Com a resultat, Truman Dailey va ser molt versat en el saber tradicional del seu poble. Dailey va assistir a l'Oklahoma A&M College fins a 1922. Durant la seva estada a Oklahomava tocar a la banda de la universitat i es va fer membre de la fraternitat Kappa Kappa Psi. El 1928 es va casar amb Lavina Koshiway, filla de Jonathan Koshiway, qui va ser un dels fundadors de la Native American Church. El 1938 Truman i Lavina feien els seus propis serveis a l'església, on se'l considera un Road man (líder cerimonial). Durant la propera dècada Dailey serví a les oficines administratives de la Native American Church d'Oklahoma i la Native American Church recentment formada dels Estats Units 

## Darrers anys i carrera
Durant la dècada de 1960 va treballar a Disneyland com a anunciant dels programes d'indis americans. Quan Walt Disney el va contractar li va permetre utilitzar un dels seus propis noms indis en l'espectacle, simplement canviant a "Cap Cavall Blanc". Durant aquest temps ell també va aparèixer a The Steve Allen Show. Després de sortir de Califòrnia, ell i Lavina van tornar a Oklahoma el 1970, on va ensenyar l'idioma otoe-missouria en classes tribals i més tard va exercir com a consultor del projecte llengua natiua de la Universitat de Missouri per tal de registrar l'otoe-missouria per a la posteritat. Dailey va seguir sent un ferm defensor dels drets cerimonials indígenes americans. El 1974 va testificar a Washington, DC i a Omaha pel que fa a l'ús cerimonial de plomes i altres objectes naturals en oposició a la  Llei d'Aus Migratòries. Dailey també va testificar davant del Comitè Selecte d'Afers Indis del Senat dels Estats Units el 1978 (Resolució Conjunta del Senat 102). La legislació resultant, la Llei de Llibertat Religiosa Índia, va ser signada com allei pel President Carter, però va ser només un èxit parcial, de manera que el 1992 Dailey, amb 93 anys, va ser cridat a una vegada més per donar testimoni a la comissió del Senat. Aquesta vegada el tema va ser la principal característica de la Native American Church, l'ús cerimonial de peiot. La consegüent modificació de la Llei de legalitzà l'ús del peiot per a cerimònies religioses índies oficials. A l'any següent, la Universitat de Missouri a Columbia li va concedir un doctorat honorari en Lletres Humanes. Lavina Koshiway Dailey havia mort el 1988. Truman Dailey va morir el 16 de desembre de 1996, i va ser enterrat al costat d'ella al cementiri tribal Otoe-Missouria.